# 深水埗官立小學
深水埗官立小學（英語：Sham Shui Po Government Primary School），簡稱：SSPGPS、 深官，前身為福榮街官立下午小學，是香港一所官立小學，創辦於1958年1月6日。原址在九龍深水埗福榮街231號，2002年9月起遷往九龍長沙灣深旺道101號，是一所三十班千禧型標準校舍，由教育局直接管轄。校長為劉婉珊女士。

## 知名校友
- 霍建寧 (1963)

## 外部連結
- 深水埗官立小學網頁 （页面存档备份，存于）